# Distretto di Başiskele
Il distretto di Başiskele (in turco Başiskele ilçesi) è uno dei distretti della provincia di Kocaeli, in Turchia.

## Storia
Başiskele è un distretto relativamente nuovo, costituito nel 2008. Il comune di Başiskele, che copre l'intera area del distretto, è una fusione degli ex comuni indipendenti di Kullar, Yeniköy, Bahçecik, Karşıyaka (prima chiamato Döngel) e Yuvacık. Il nome "Baş İskele" era precedentemente il nome di un quartiere vicino alla costa del Mar di Marmara che era già conosciuto con quel nome nel XVI secolo.